# Número primo primo
En matemáticas, los primos primos son números primos que difieren entre sí en cuatro unidades.  El concepto surge a partir del de primos gemelos, esto es, las parejas de números primos cuya diferencia es dos unidades. Existe también un nombre para los primos que difieren en 6 unidades: primos sexys.
En la OEIS se corresponde con las sucesiones A023200 y A046132. 
Las primeras parejas de primos primos (todos menores que 1000) son:
(2, 3),(5),(7, 11), (13, 17), (19, 23), (37, 41), (43, 47), (67, 71), (79, 83), (97, 101), (103, 107), (109, 113), (127, 131), (163, 167), (193, 197), (223, 227), (229, 233), (277, 281), (307, 311), (313, 317), (349, 353), (379, 383), (397, 401), (439, 443), (457, 461), (463,467), (487, 491), (499, 503), (613, 617), (643, 647), (673, 677), (739, 743), (757, 761), (769, 773), (823, 827), (853, 857), (859, 863), (877, 881), (883, 887), (907, 911), (937, 941), (967, 971)

## Propiedades
El único número primo que pertenece a dos pares de primos primos es el 7. Uno de los números n, n+4, n+8 siempre será divisible por 3, por lo que solo para n = 3 se da el caso de que en esa terna aparecen tres primos primos.
La mayor pareja de primos primos encontrada hasta la fecha es (p, p + 4) donde
p = 4111286921397 · 266420 + 1
el cual tiene 20008 dígitos. De hecho, este número es parte de una terna prima pues p es también un primo gemelo (porque p − 2 es también primo).
La pareja de primos primos probables más grande conocida es:
474435381 · 298394 − 1
474435381 · 298394 − 5.
que tienen 29629 dígitos y fue encontrada por Angel, Jobling y Augustin. Se ha demostrado que es primo el primero de estos números, mientras que el segundo es un primo probable.
De la primera conjetura de Hardy–Littlewood se sigue que los primos primos tienen la misma densidad asintótica que los primos gemelos. 
Se puede definir un equivalente a la Constante de Brun  para primos gemelos, llamada constante de Brun para primos primos, por la siguiente serie convergente, donde el término inicial (3, 7) se omite:
{\displaystyle B_{4}=\left({\frac {1}{7}}+{\frac {1}{11}}\right)+\left({\frac {1}{13}}+{\frac {1}{17}}\right)+\left({\frac {1}{19}}+{\frac {1}{23}}\right)+\cdots .}
Utilizando primos primos hasta 242, el valor de B4 fue estimado por Marek Wolf, en 1996 en
B4 ≈ 1.1970449.
Esta constante no debería confundirse con la constante de Brun para cuádruplas de primos, que también se nota como B4.
El número de Skewes para los primos primos es {\displaystyle 5206837} (Tóth, 2019)